# Liste des sous-marins du Japon
Voici une liste des sous-marins utilisés par la Marine impériale japonaise, puis par la Force maritime d'autodéfense japonaise.
Les sous-marins de la marine impériale japonaise sont nés de l'achat de cinq sous-marins de Classe Holland aux États-Unis en 1904. Les forces sous-marines japonaises se sont progressivement renforcées et ont acquis un savoir-faire, devenant au début de la Seconde Guerre mondiale l'une des flottes de sous-marins les plus variées et les plus puissantes du monde.

## Marine Impériale japonaise

### 1reClasse de sous-marins
- Type Kaidai (Classe I-51)
  - Type KD1, Kaidai 1 gata (海大I型?), I-51.
  - Type KD2, Kaidai 2 gata (海大II型?), I-152(52).
  - Type KD3a, Kaidai 3 gata a (海大III型a?), 4 unités, I-153(53), I-154(54), I-155(55), I-158(58).
  - Type KD3b, Kaidai 3 gata b (海大III型b?), 5 unités, I-156(56), I-157(57), I-159(59), I-60, I-63.
  - Type KD4, Kaidai 4 gata (海大IV型?), 3 unités, I-61, I-162(62), I-164(64),
  - Type KD5, Kaidai 5 gata (海大V型?), 3 unités, I-165(65), I-166(66), I-67,
  - Type KD6a, Kaidai 6 gata a (海大VI型a?), 6 unités, I-168(68), I-169(69), I-70, I-171(71), I-172(72), I-73.
  - Type KD6b, Kaidai 6 gata b (海大VI型b?), 2 unités, I-174(74), I-175(75).
  - Type KD7, Kaidai 7 gata (海大VII型?), 10 unités, I-176(76), I-177, I-178, I-179,  I-180, I-181, I-182, I-183, I-184, I-185.

- Type Junsen (Classe I-1)
  - Type J1, Junsen 1 gata (巡潜I型?), 4 unités, I-1, I-2, I-3, I-4.
  - Type J1M, Junsen 1 gata kai (巡潜I型改?), I-5.
  - Type J2, Junsen 2 gata (巡潜II型?), I-6.
  - Type J3, Junsen 3 gata (巡潜III型?),  2 unités, I-7, I-8.

- Type Junsen A (Classe I-9)
  - Type A, Kou gata(S35) (甲型 (S35)?), 3 unités, I-9, I-10, I-11.
  - Type A Mod.1, Kou gata(S35B) (甲型 (S35B)?), I-12.
  - Type A Mod.2, Kou gata(S35G) (甲型 (S35G)?), 2 unités, I-13, I-14.

- Type Junsen B (Classe I-15)
  - Type B, Otsu gata(S37) (乙型 (S37)?), 20 unités, I-15, I-17, I-19, I-21, I-23, I-25, I-26, I-27, I-28, I-29, I-30, I-31, I-32, I-33, I-34, I-35, I-36, I-37, I-38, I-39.
  - Type B Mod.1, Otsu gata(S37B) (乙型 (S37B)?), 6 unités, I-40, I-41, I-42, I-43, I-44, I-45.
  - Type B Mod.2, Otsu gata(S37C) (乙型 (S37C)?), 3 unités, I-54, I-56, I-58.

- Type Junsen C (Classe I-16)

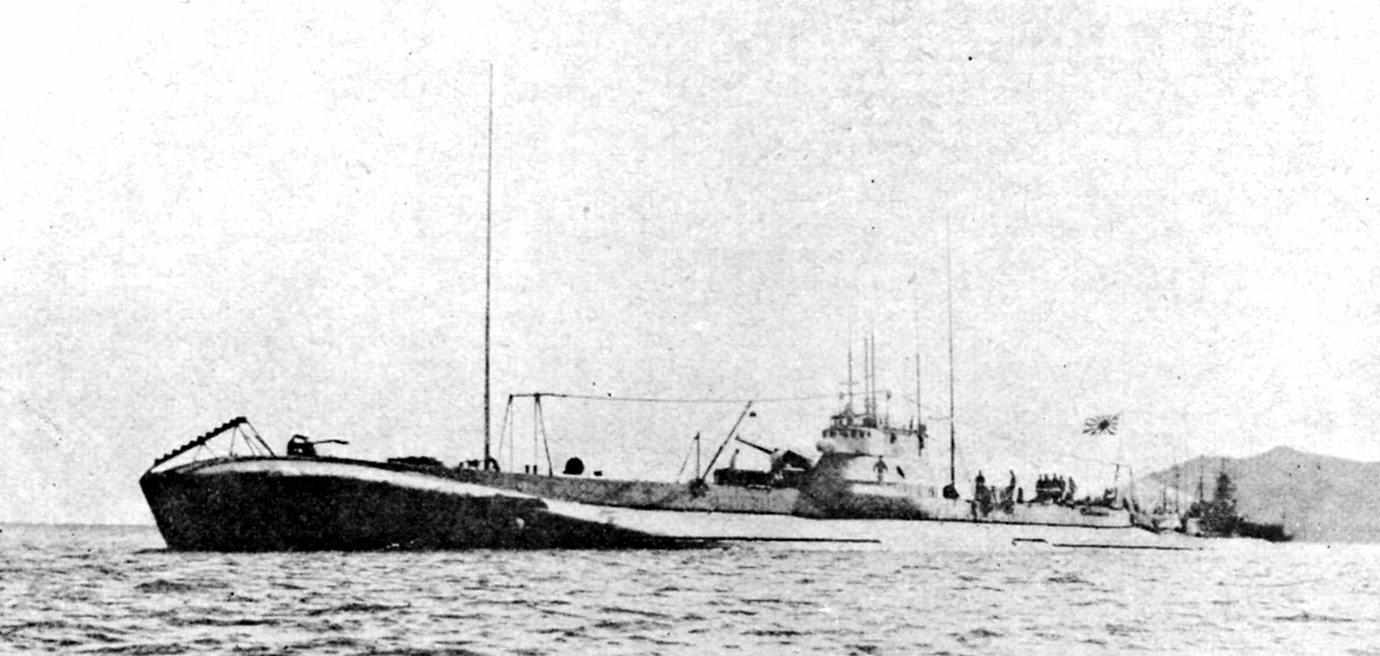
Type C3 I-55

  - Type C1, Hei gata(S38) (丙型 (S38)?), 5 unités, I-16, I-18, I-20, I-22, I-24.
  - Type C2, Hei gata(S38B) (丙型 (S38B)?), 3 unités, I-46, I-47, I-48.
  - Type C3, Hei gata(S37D) (丙型 (S37D)?), 3 unités, I-52, I-53, I-55.

- Type D (Sen'yu-Dai, classe I-361)
  - Type D1, Tei gata(S51/S51B) (丁型 (S51/S51B)?), 12 unités, I-361, I-362, I-363, I-364, I-365, I-366, I-367, I-368, I-369, I-370, I-371, I-372.
  - Type D2, Tei-gata Kai(S51C) (丁型改 (S51C)?), I-373.

- Type Sentaka-Dai (Classe I-200), Sentaka-dai-gata (潜高大型?), 3 unités, I-201, I-202, I-203 (I-204, I-205, I-206, I-207 et I-208 non complétés).

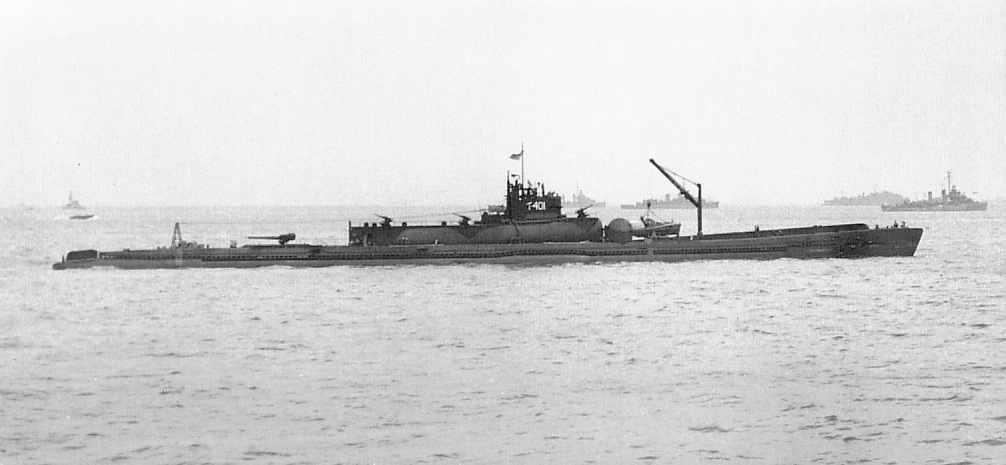
Type Sentoku I-401

- Type Sentoku (Classe I-400), Sentoku-gata (潜特型?), 3 unités, I-400, I-401, I-402 (I-404 non lancé, I-405 non complété).

- Type Senho, Senho (潜補?), I-351 (I-352 non complété).

- Type Kiraisen (mouilleur de mines), Kiraisen (機雷潜?), 4 unités I-121, I-122, I-123, I-124.

- Sous-marins allemands réquisitionnés après la défaite de l'Allemagne, 6 unités, I-501 (U-181), I-502 (U-862), I-503 (UIT-24), I-504 (UIT-25), I-505 (U-219), I-506 (U-195).

### 2eClasse de sous-marins
- Type Kaichū[1]

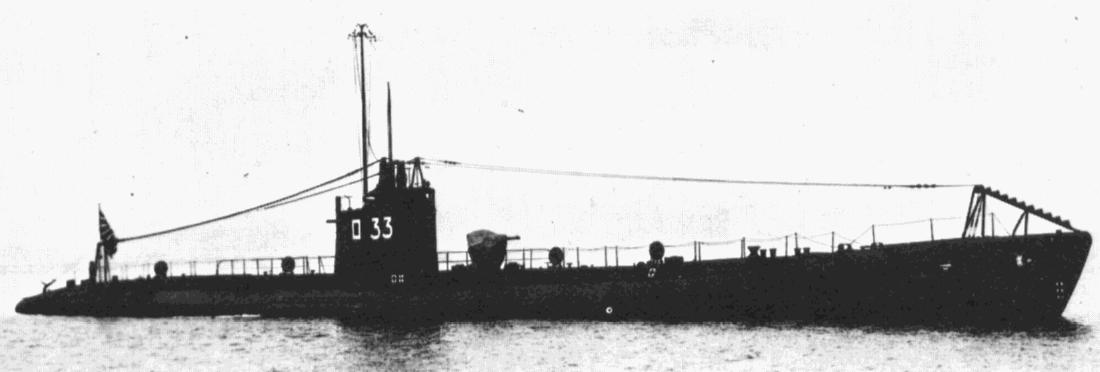
Kaichū VI Ro-33

  - Type K1, Kaichū 1 gata (海中I型?), 2 unités, Ro-11, Ro-12.
  - Type K2, Kaichū 2 gata (海中II型?), 3 unités, Ro-13, Ro-14, Ro-15.
  - Type K3, Kaichū 3 gata (海中III型?), 10 unités, Ro-16, Ro-17, Ro-18, Ro-19, Ro-20, Ro-21, Ro-22, Ro-23, Ro-24, Ro-25.
  - Type K4, Kaichū 4 gata (海中IV型?), 3 unités, Ro-26, Ro-27, Ro-28.
  - Type KT (Toku-Chū), Kaichū 5 gata (海中V型?), 5 unités, Ro-29, Ro-30, Sous-marin n°70, Ro-31, Ro-32.
  - Type K6, Kaichū 6 gata (海中VI型?), 2 unités, Ro-33, Ro-34.
  - Type KS (Sen-Chū), Kaichū 7 gata (海中VII型?), 18 unités, Ro-35, Ro-36, Ro-37, Ro-38, Ro-39, Ro-40, Ro-41, Ro-42, Ro-43, Ro-44, Ro-45, Ro-46, Ro-47, Ro-48, Ro-49, Ro-50, Ro-55, Ro-56.

- Type L
  - Type L1, Ro go jū 1 gata (L1型?), 2 unités, Ro-51, Ro-52.
  - Type L2, Ro go jū 2 gata (L2型?), 4 unités, Ro-53, Ro-54, Ro-55, Ro-56.
  - Type L3, Ro go jū 3 gata (L3型?), 3 unités, Ro-57, Ro-58, Ro-59.
  - Type L4, Ro go jū 4 gata (L4型?), 9 unités, Ro-60, Ro-61, Ro-62, Ro-63, Ro-64, Ro-65, Ro-66, Ro-67, Ro-68.

- Type Ko, 18 unités, Ro-100, Ro-101, Ro-102, Ro-103, Ro-104, Ro-105, Ro-106, Ro-107, Ro-108, Ro-109, Ro-110, Ro-111, Ro-112, Ro-113, Ro-114, Ro-115, Ro-116, Ro-117.

- Type Sen'yu-Shō, 10 unités, Ha-101, Ha-102, Ha-103, Ha-104, Ha-105, Ha-106, Ha-107, Ha-108, Ha-109, Ha-111 (Ha-110 and Ha-112 non complété)

- Type Sentaka-Shō, 11 unités, Ha-201, Ha-202, Ha-203, Ha-204, Ha-205, Ha-207, Ha-208, Ha-209, Ha-210, Ha-216 (Ha-206, Ha-211 to Ha-215, Ha-217 à Ha-279 non complété)

- Type F1
- Type F2
- Sous-marins allemands réquisitionnés après la défaite de l'Allemagne, 2 unités, Ro-500 (U-511), Ro-501 (U-1224).

### 3eClasse de sous-marins
- Classe Kō-hyōteki, 216 unités.
  - Type A, 3 prototypes, 46 unités
  - Type B, 5 unités
  - Type C, 47 unités
  - Type D (Kōryū), 115 unités

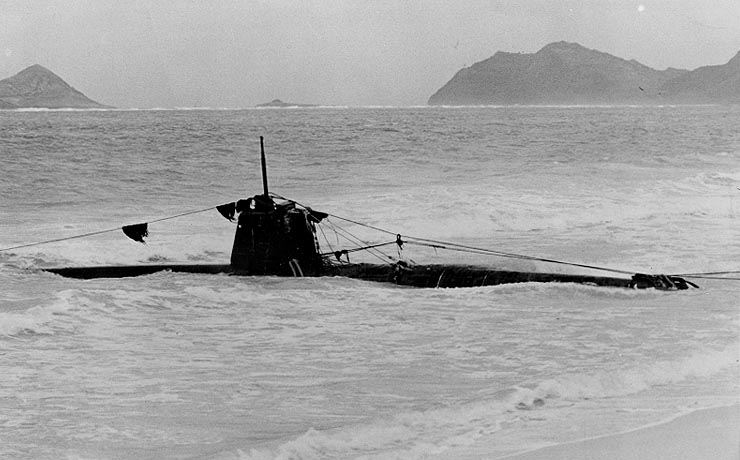
Sous-marin classe Ko-hyoteki

- Classe Kairyū, environ 250 unités (750 planifiés).
- Kaiten, environ 1 000 unités.
- Type C1, 1 unité, Classe C (sous-marin britannique)
- Type C2, 2 unités, Classe C (sous-marin britannique)
- Type C3, 2 unités, Classe C (sous-marin britannique)
- Type S1
- Classe Kawasaki
- Type S2
- No.71, Dai 71 gou-kan (第71号艦?),71-gou

### Sous-marins de l'Armée impériale japonaise
- Maru Yu
  - Type Yu 1
  - Type Yu 1001
  - Type Yu 2001
  - Type Yu 3001

### Autres sous-marins
- Classe Holland
- Classe Holland modifié

## Force maritime d'autodéfense japonaise
Liste des sous-marins conventionnels de la Force maritime d'autodéfense japonaise (JMSDF), ou de la marine de guerre des Forces japonaises d'autodéfense depuis 1954, à la suite du statut particulier du Japon depuis 1945.
- Classe Hayashio (en)[2] : (2 unités)
  - JDS Hayashio (SS-521) - 1962-1977
  - JDS Wakashio (SS-522) - 1962-1979
- JDS Oyashio (SS-511) - 1960-1976
- JDS Kuroshio ex-USS Mingo (SS-261) - 1955-1966

- Classe Natsushio (en) : (2 unités)
  - JDS Natsushio (SS-523) - 1963-1978
  - JDS Fuyushio (SS-524) - 1963-1980

- JDS Ōshio (SS-561) - 1965-1981

- Classe Asashio : (4 unités)

- - JDS Asashio (SS-562) - 1966-1983

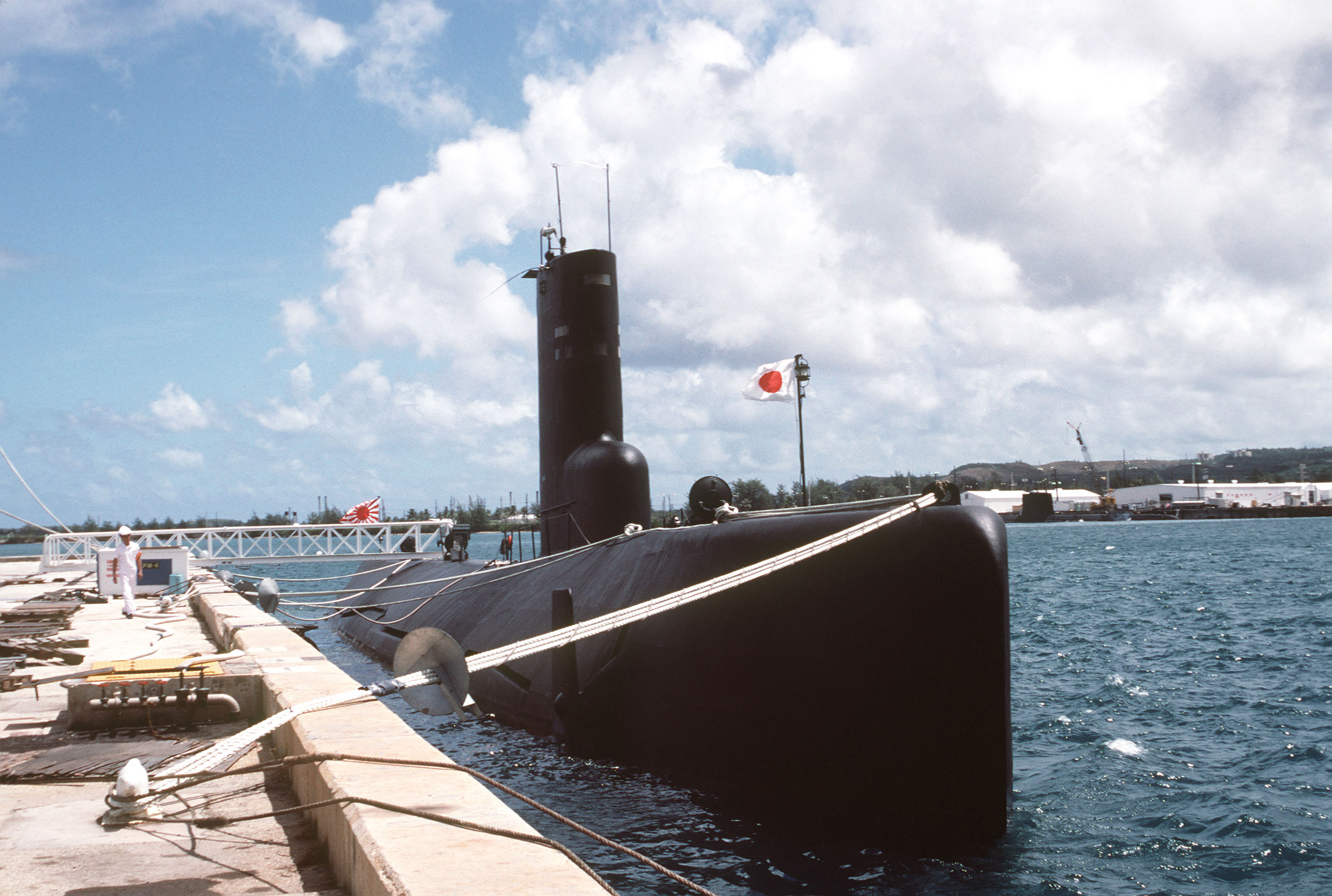
Le JDS Arashio (SS-565)

  - JDS Harushio (SS-563) - 1967-1984
  - JDS Michishio (SS-564) - 1968-1985
  - JDS Arashio (SS-565) - 1969-1986

- Classe Uzushio (en) : (7 unités)
  - JDS Uzushio (SS-566) - 1971-1987
  - JDS Makishio (SS-567) - 1972-1988
  - JDS Isoshio (SS-568/ATSS-8001) - 1972-1992
  - JDS Narushio (SS-569/ATSS-8002) -1973-1993
  - JDS Kuroshio (SS-570/ATSS-8003) - 1974-1994
  - JDS Takashio (SS-571/ATSS-8004) - 1976-1995
  - JDS Yaeshio (SS-572/ATSS-8005) - 1978-1996

- Classe Yūshio (en) : (10 unités)

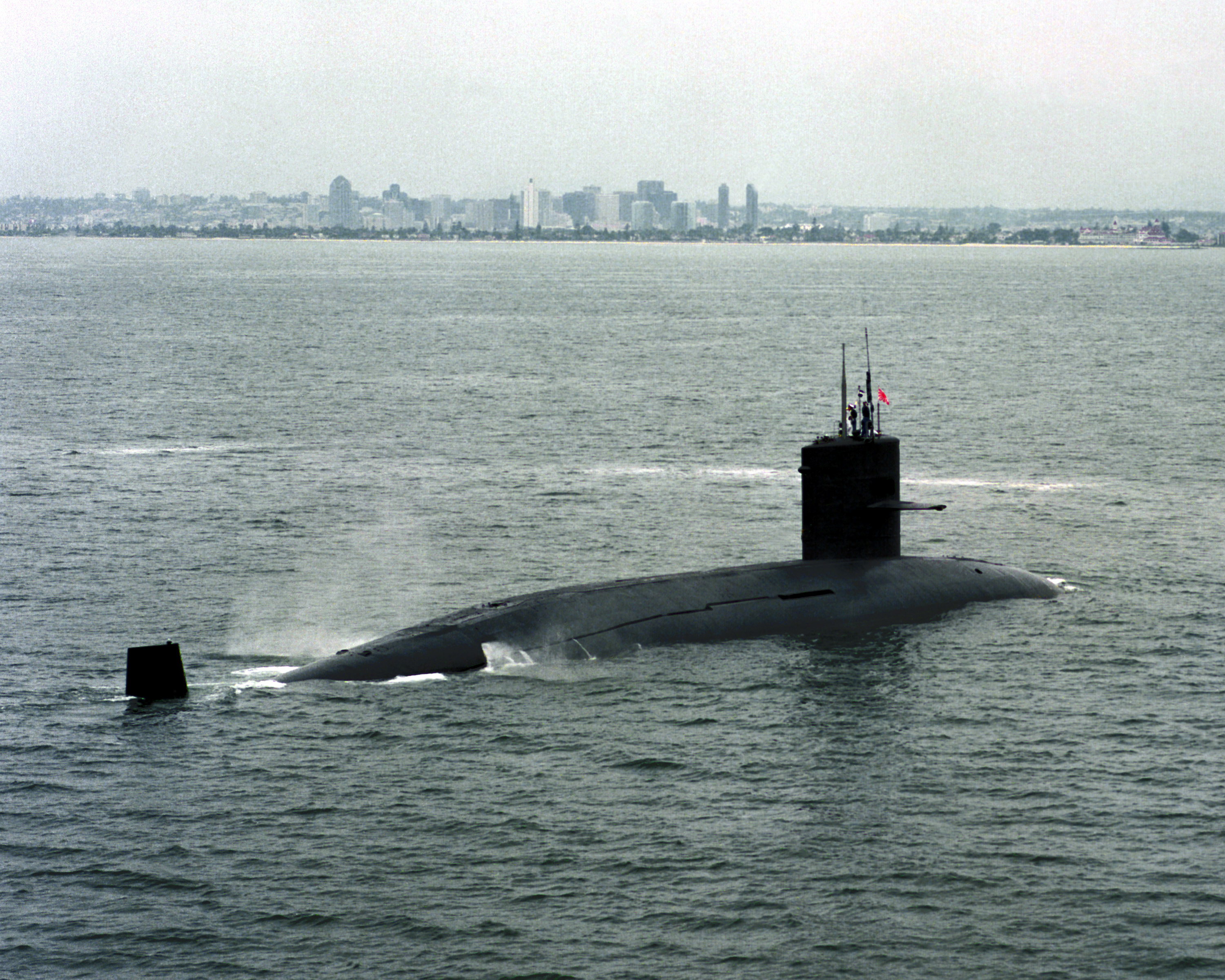
Le Mochishio (SS-574).

- - JDS Yūshio (SS-573/ATSS-8006) - 1980-1996
  - JDS Mochishio (SS-574/ATSS-8007) - 1981-1997
  - JDS Setoshio (SS-575/ATSS-8008) - 1982-2001
  - JDS Okishio (SS-576/TSS-3603) - 1983-2003
  - JDS Nadashio (SS-577) - 1984-2006
  - JDS Hamashio (SS-578/TSS-3604) - 1985-2006
  - JDS Akishio (SS-579) - 1986-2004 (Musée à Kure)
  - JDS Takeshio (SS-580) - 1987-2005
  - JDS Yukishio (SS-581/TSS-3605) - 1988-2008
  - JDS Sachishio (SS-582) - 1989-2006

- Classe Harushio : (7 unités)

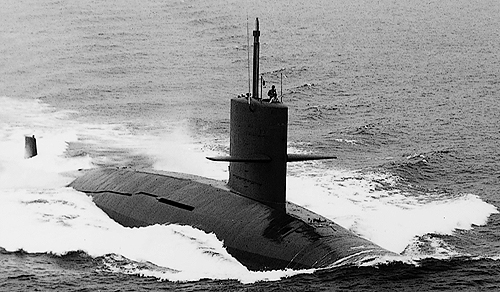
Le Uzushio (SS-566).

  - JDS Harushio (SS-583) - 1990-2009
  - JDS Natsushio (SS-584) - 1991-2010
  - JDS Hayashio (SS-585/TSS-3606) - 1992-2011
  - JDS Arashio (SS-586) - 1993-2012
  - JDS Wakashio (SS-587) - 1994-2013
  - JDS Fuyushio (SS-588/TSS-3607) - 1995-2015
  - JDS Asashio (SS-589/TSS-3601) - 1997-2017

- Classe Oyashio : (11 unités)

- - JDS Oyashio (SS-590) - 1998-
  - JDS Michishio (SS-591) - 1999-
  - JDS Uzushio (SS-592) - 2000-
  - JDS Makishio (SS-593) - 2001-
  - JDS Isoshio (SS-594) - 2002-
  - JDS Narushio (SS-595) - 2003-
  - JDS Kuroshio (SS-596) - 2004-
  - JDS Takashio (SS-597) - 2005-
  - JDS Yaeshio (SS-598) - 2006-
  - JDS Setoshio (SS-599) - 2007-
  - JDS Mochishio (SS-600) - 2008-

- Classe Sōryū : (12 unités)

- - JDS Sōryū (SS-501) - 2007-
  - JS Unryū (SS-502) - 2008-
  - JS Hakuryū (SS-503) - 2009-
  - JS Kenryū (SS-504) - 2010-
  - JS Zuiryū (SS-505) - 2011-
  - JS Kokuryū (SS-506) - 2013-
  - JS Jinryū (SS-507) - 2014-
  - JS Sekiryū (SS-508) - 2015-
  - JS Seiryū (SS-509) - 2016-
  - JS Shōryū (SS-510) - 2017-
  - JS Ōryū (SS-511) - 2018-
  - JS Tōryū (SS-512) - 2019-

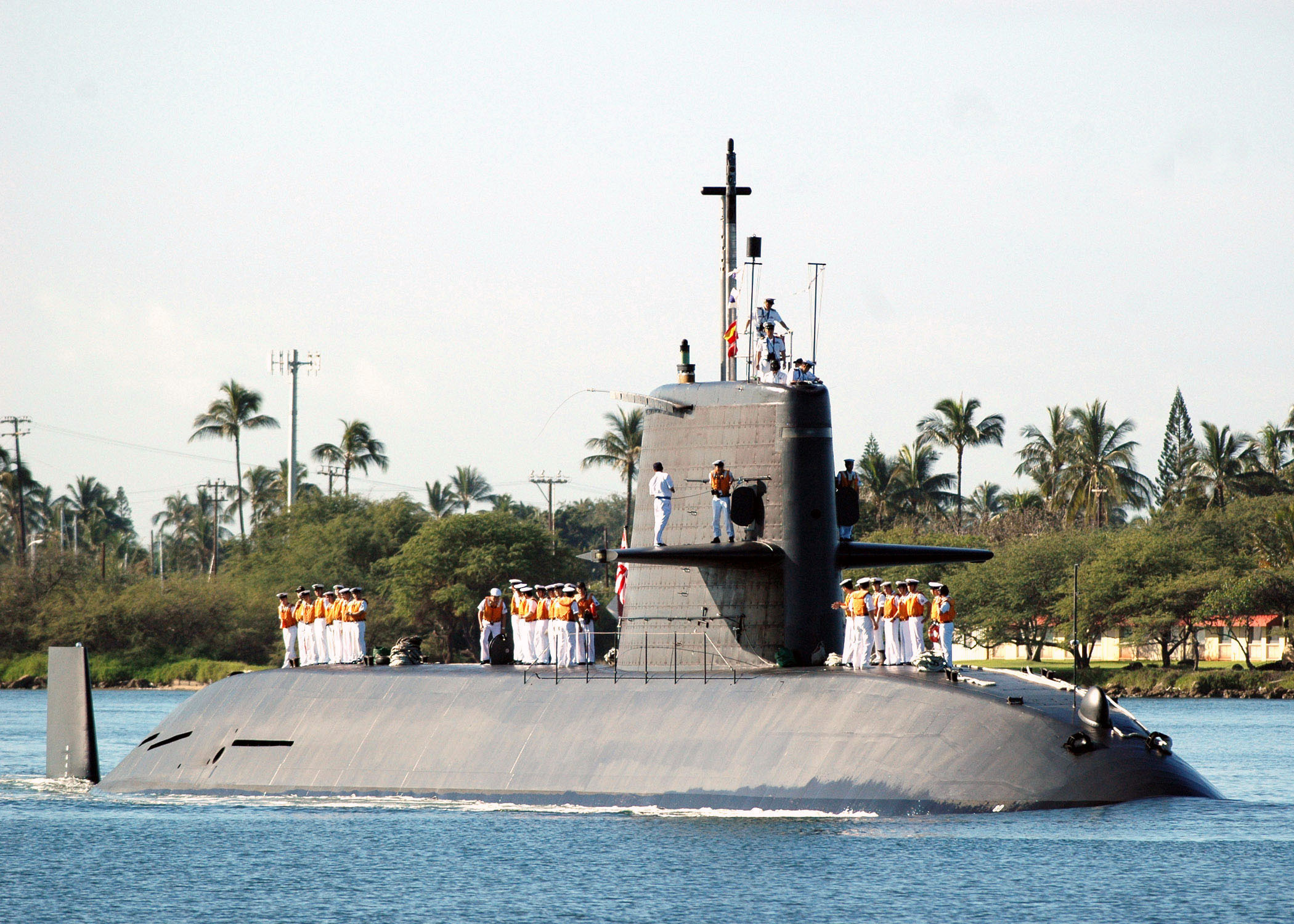
Le Oyashio (SS-590).

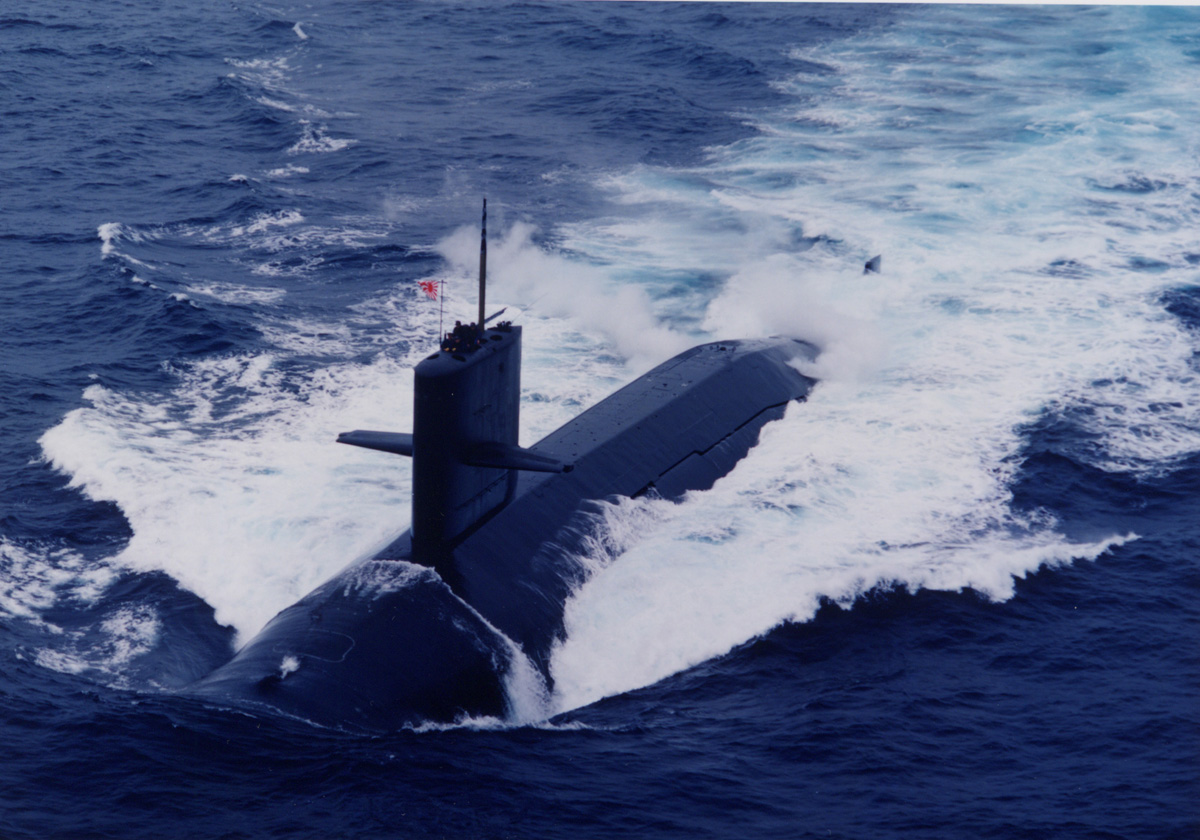
Le Harushio (SS-583).

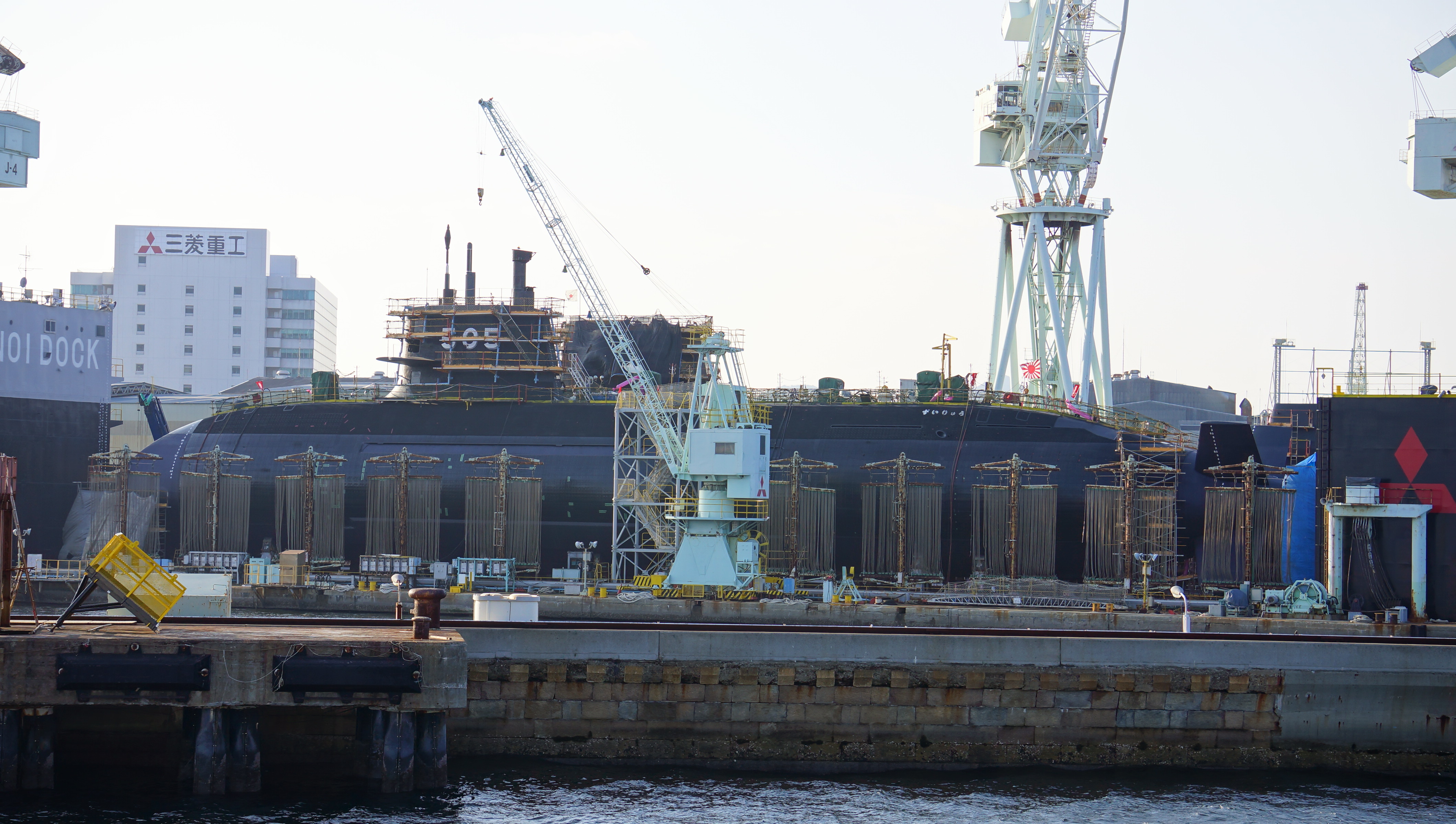
Le JS Zuiryū (SS-505) en construction en 2012 dans un chantier naval à Kobe de Mitsubishi Heavy Industries.

- Classe Taigei : (5 unités en service en date de 2024) 
  - JS Taigei (SS-513) - 2020-
  - JS Hakugei (SS-514) - 2021-
  - JS Jingei (SS-515) - 2022-
  - JS Raigei (SS-516) - 2023-
  - JS Chōgei (SS-517) - 2024-